# Dyskrazyt
Dyskrazyt – minerał z grupy antymonków. Nazwa pochodzi od gr. δυσκράσις (diskrasis) = „zły stop”.

## Charakterystyka

### Właściwości
Jest jednym z rzadszych kruszców srebra. Zbliźniaczenia kryształów mają kształt podwójnej piramidy. Zazwyczaj występuje w formie zbitych mas lub w formie agregatów ziarnistych o srebrnobiałej barwie. Świeża powierzchnia przełamu szybko pokrywa się ciemnoszarym lub brązowym nalotem. Jest strugalny, nieprzezroczysty.

### Występowanie
Dyskrazyt jest często zrośnięty z galenitem i występuje w żyłach hydrotermalnych wraz z kruszcami srebra, arsenu i antymonu.
Miejsce występowania: Niemcy (Góry Harz i Szwarcwald), Francja, Szwecja (Harmsarvet).

### Zastosowanie
- wykorzystywany jest do pozyskiwania srebra – zawiera 72,7% Ag,
- interesuje kolekcjonerów.